# Airtel RDC
Airtel RDC Congo S.A, une filiale d'Airtel Africa (propriété de Bharti Airtel), est l’un de quatre grands fournisseurs de services de télécommunications en RDC en 2018.
Il compte environ 13 millions d'abonnés actifs sur un total de 47,7  millions d'abonnés sur le marché Congolais, soit une part de marché de 29 %.
La société opérait auparavant sous les noms de Celtel et Zain avant de devenir Airtel le 9 décembre 2010.
Les actions africaines du groupe Zain international ont été rachetées par Bharti Airtel Limited, un groupe indien.

## Histoire
CELTEL RDC a été l’une des premières sociétés de télécommunications en RDC créée en 1999,.
En septembre 2007, le Group Celtel a adopté un nouveau nom : Zain, unifiant ses différentes marques dans 22 pays.
En 2010, Bharti Airtel a acquis les activités de Zain Africa pour 10,7 milliards de dollars. L'accord d'acquisition couvrait les activités de Zain dans 15 pays, dont la RDC. L'opération a permis d’étendre les activités de Bharti Airtel à 17 pays d'Asie et d'Afrique.
Bharti Airtel, dont le siège social se trouve à New Delhi, en Inde, est le troisième plus grand fournisseur mondial de services mobiles, avec environ 491 millions de clients à travers ses opérations dans 16 pays, en mai 2022.

## Services
Airtel a lancé son service de mobile money dans les années 2010. Ce service permet notamment aux utilisateurs d'Airtel de payer leurs achats en ligne comme un abonnement Canal+ ou encore les paris sportifs. Ce service est appelé Airtel Money et est aussi présent dans plusieurs pays voisins comme le Gabon ou encore le Tchad.